# Station Jemeppe-Froidmont
Station Jemeppe-Froidmont is een voormalig spoorwegstation langs spoorlijn 144 (Gembloers - Jemeppe-sur-Sambre) in Jemeppe-sur-Sambre. Het station met de telegrafische code LJF werd op 05 maart 1877 geopend en op 26 september 1993 gesloten.
0,0: Gembloers ·
1,6: Chapelle-Dieu ·
5,1: Vichenet ·
7,1: Mazy ·
10,4: Onoz-Spy ·
12,9: Jemeppe-Froidmont ·
14,4: Jemeppe-sur-Sambre